# برنت إيفانز
برنت إيفانز هو لاعب كرة قدم بلجيكي في مركز الدفاع، ولد في 9 نوفمبر 1978 في نربلت في بلجيكا. لعب مع رويال أنتويرب وسيركل بروج وكلوب بروج ونادي جينك ونادي فيسترلو.